# Луговой Борок
 Луговой Борок  — деревня в Кстовском районе Нижегородской области. Входит в состав Работкинского сельсовета.

## География
Деревня находится на расстоянии приблизительно 30 километров по прямой на восток-юго-восток от города Кстово, административного центра района, на левобережье Волги.

## Население
Постоянное население составляло 9 человек (русские 100 %) в 2002 году, 9 в 2010.